# Chile Open 2022
Il Chile Open 2022, conosciuto anche come Chile Dove Men+Care Open 2022 per motivi pubblicitari, è stato un torneo di tennis giocato sulla terra rossa. È stata la 24ª edizione del Chile Open, facente parte della categoria ATP Tour 250 nell'ambito dell'ATP Tour 2022. Si è giocato al Club de Tenis UC San Carlos de Apoquindo di Santiago in Cile, dal 21 al 27 febbraio 2022.

## Partecipanti

### Teste di serie
| Nazionalità | Giocatore            | Ranking* | Testa di serie |
| ----------- | -------------------- | -------- | -------------- |
| Cile        | Cristian Garín       | 19       | 1              |
| Spagna      | Albert Ramos Viñolas | 33       | 2              |
| Argentina   | Federico Delbonis    | 37       | 3              |
| Spagna      | Pedro Martínez       | 62       | 4              |
| Argentina   | Federico Coria       | 63       | 5              |
| Serbia      | Miomir Kecmanović    | 70       | 6              |
| Argentina   | Sebastián Báez       | 72       | 7              |
| Argentina   | Facundo Bagnis       | 77       | 8              |

* Ranking al 14 febbraio 2022.

### Altri partecipanti
I seguenti giocatori hanno ricevuto una wildcard per il tabellone principale:
- Nicolás Jarry
- Thiago Seyboth Wild
- Alejandro Tabilo

I seguenti giocatori hanno avuto accesso al tabellone principale come protected ranking:
- Yannick Hanfmann

I seguenti giocatori sono passati dalle qualificazioni:

- Gonzalo Lama
- Juan Ignacio Londero
- Renzo Olivo
- Matheus Pucinelli de Almeida

### Ritiri
Prima del torneo
- Roberto Carballés Baena → sostituito da  Nicolás Kicker
- Casper Ruud → sostituito da  Bernabé Zapata Miralles
- Dominic Thiem → sostituito da  Daniel Elahi Galán

## Partecipanti al doppio

### Teste di serie
| Nazione     | Giocatore       | Nazione     | Giovatore             | Ranking* | Testa di serie |
| ----------- | --------------- | ----------- | --------------------- | -------- | -------------- |
| Brasile     | Rafael Matos    | Brasile     | Felipe Meligeni Alves | 143      | 1              |
| Spagna      | Pedro Martínez  | Italia      | Andrea Vavassori      | 145      | 2              |
| Svezia      | André Göransson | Stati Uniti | Nathaniel Lammons     | 157      | 3              |
| Stati Uniti | Nicholas Monroe | Stati Uniti | Jackson Withrow       | 188      | 4              |

* Ranking aggiornato al 14 febbraio 2022.

### Altri partecipanti
Le seguenti coppie hanno ricevuto una wildcard per il tabellone principale:
- Tomás Martín Etcheverry /  Juan Ignacio Londero
- Gonzalo Lama /  Alejandro Tabilo

### Ritiri
Prima del torneo
- Marco Cecchinato /  Carlos Taberner → sostituiti da  Zdeněk Kolář /  Nikola Milojević
- Marcelo Demoliner /  Luis David Martínez → sostituiti da  Miomir Kecmanović /  Luis David Martínez
- Roberto Carballés Baena /  Federico Coria → sostituito da  Federico Coria /  Hugo Dellien

## Campioni

### Singolare
Pedro Martínez ha battuto in finale  Sebastián Báez con il punteggio di 4-6, 6-4, 6-4.
- È il primo titolo in carriera per Martínez.

### Doppio
Rafael Matos e  Felipe Meligeni Alves hanno sconfitto in finale  André Göransson e  Nathaniel Lammons con il punteggio di 7-6(8), 7-6(3).